# KorpusDK
KorpusDK er et lingvistisk korpus bestående af danske tekster fra omkring årtusindskiftet. Omfanget er omkring 56 millioner ord.
Korpusset er tilgængeligt online og kan tilgås af alle gennem en søgemaskine.

## Eksterne kilder og henvisninger
- Hvad er KorpusDK?